# Guggenheim Hermitage Museum
Il Guggenheim Hermitage Museum era un museo gestito dalla Solomon R. Guggenheim Foundation e ospitato nel resort The Venetian, uno dei più grandi hotel del mondo situato sulla strip di Las Vegas. Fu progettato da Rem Koolhaas.
Aperto il 7 ottobre 2001, il museo ha esposto altre tre collezioni successive alla mostra di apertura. Era il risultato di un accordo di collaborazione tra l'Ermitage di San Pietroburgo e la Fondazione Guggenheim.
Il museo ha definitivamente chiuso le sue attività a sette anni dalla sua apertura, l'11 maggio 2008.